# Isabelle Blais
Isabelle Blais (Trois-Rivières, 21 giugno 1975) è un'attrice e cantante canadese, nota per i suoi ruoli nei film Human Trafficking - Le schiave del sesso (2005) e Borderline (2008).

## Biografia
Isabelle Blais è nata il 21 giugno 1975 a Trois-Rivières, Quebec. Si è laureata al campus di Montreal del Conservatoire de musique et d'art dramatique du Québec. Ha ammaliato la critica con la sua interpretazione teatrale di Giulietta in Romeo e Giulietta, e nel 2001, ha conquistato la loro attenzione per il suo ruolo in Soft Shell Man di André Turpin. Nel 2002, è apparsa in Confessioni di una mente pericolosa di George Clooney. Nel 2003, ha ricevuto un Jutra Award come "Miglior attrice non protagonista" per il suo ruolo in Québec-Montréal di Ricardo Trogi. Nello stesso anno, apparve in Le invasioni barbariche, di Denys Arcand. Nel 2004, è apparsa in un ruolo da protagonista in Les Aimants, di Yves Pelletier, per il quale è stata nominata per un secondo Jutra Award alla migliore attrice, oltre ad essere nominata per un Genie Award per la migliore interpretazione di un'attrice protagonista. Nel 2007, è apparsa in un ruolo secondario in Sur la trace d'Igor Rizzi, di Noël Mitrani. Isabelle è anche cantante nel gruppo rock del Quebec Caïman Fu.

## Filmografia
- 2001 – Soft Shell Man
- 2002 – Confessioni di una mente pericolosa
- 2002 – Québec-Montréal
- 2002 – Savage Messiah
- 2003 – Le invasioni barbariche
- 2004 – Machine Gun Molly
- 2004 – Les Aimants
- 2005 - Saints-Martyrs-des-Damnés
- 2007 – Sur la trace d'Igor Rizzi
- 2007 – Bluff
- 2008 – Borderline
- 2010 – The High Cost of Living
- 2010 – Le Baiser du barbu
- 2015 – Bleu tonnerre
- 2017 – Tadoussac
- 2018 – Le nid
- 2022 – Pas d'chicane dans ma cabane!

## Discografia
- 2003 – Caïman Fu
- 2006 – Les charmes du quotidien
- 2008 – Drôle d'animal